# Chiesa di San Leolino (Bucine)
La chiesa di San Leolino è un edificio sacro che si trova nella località omonima, a Bucine.

## Descrizione
La chiesa, dedicata al santo martire sepolto nelle catacombe di Priscilla, risale all'anno Mille, ma nei secoli ha subito varie trasformazioni tra cui la riedificazione settecentesca. 
Conserva al suo interno tre altari di tipologia tardomanierista; il maggiore espone una grande tela centinata raffigurante la Madonna col Bambino in gloria e i santi Leolino, Lorenzo e Pietro (metà del XVII secolo). Sulla parete sinistra è collocata la tela centinata con i Santi in adorazione della Vergine del Rosario (1671), attribuita a Salvi Castellucci, uno dei più fedeli seguaci di Pietro da Cortona. Interessante il Tabernacolo eucaristico, dalla tipologia architettonica tardo-rinascimentale, opera di maestranze toscane della fine del XV secolo.